# 勒氏海馬
勒氏海馬為輻鰭魚綱棘背魚目海龍魚科的其中一種，分布於西南太平洋的羅德豪島海域，體長可達4.4公分，屬肉食性，以小型甲殼類為食，卵胎生。